# Кастањето (Фрозиноне)
Кастањето је насеље у Италији у округу Фрозиноне, региону Лацио.
Према процени из 2011. у насељу је живело 100 становника. Насеље се налази на надморској висини од 159 м.